# Diada Nacional de Catalunya de 1978
L'11 de setembre de 1978, amb motiu de la Diada Nacional de Catalunya, els partits legalitzats pel govern de la UCD i d'altres col·laboradors de la Transició espanyola van convocar a la ciutat de Barcelona una manifestació al passeig de Gràcia amb ronda de Sant Pere iniciada a les 8 del vespre sota el lema "Volem l'Estatut". A aquella mateixa hora, el Partit Comunista d'Espanya (internacional) va convocar a la plaça Sant Jaume una manifestació que es desmarcà de la marxa unitària per qüestions reformistes, en la qual es feia una crida a l'alliberament nacional de Catalunya amb el lema "Fora les forces d'ocupació".

## Manifestació del PCE(i)
La manifestació començà al carrer Ferran a causa de l'impressionant desplegament policial que el govern civil va situar davant del Palau de la Generalitat de Catalunya. A l'hora prevista, unes 1000 persones es manifestaren per les Rambles en direcció a la font de Canaletes i es va cremar la primera estanquera a l'alçada del pla de la Boqueria. La manifestació va transcórrer compacta i ordenada fins que es va produir el primer incident amb la policia, quan es descobriren a la zona de la font de Canaletes dos agents de la Brigada Político-Social camuflats enmig del gruix de manifestants. Un dels piquets de defensa, la missió dels quals era mantenir la seguretat de la manifestació i respondre a qualsevol atac, els va llançar un parell de sputniks. Els policies van respondre amagant-se ràpidament al portal més proper i fugint escales amunt. S'intentà perseguir-los, però no fou possible perquè la porta estava tancada per dins. Posteriorment es va fer una crida a la gent a reincorporar-se a la manifestació que continuava Rambles avall fins al carrer Ferran. El nombre de persones augmentava a mesura que es baixava. Militants autònoms, de grups independentistes i gent que tornava de la marxa oficial s'afegiren a la columna que, amb més de 2000 persones, es dirigia cap a la plaça Sant Jaume. En aquell moment creixien les consignes corejades: "Independència, In-de-pen-dèn-ci-a", "Constitució no, Revolució sí", "Fora les forces d'ocupació" i algunes altres solidaritzant-se amb el País Basc.
En arribar a l'altura del carrer Avinyó, l'encapçalament de la manifestació va ensopegar amb un nodrit cordó policial que des de la plaça, i sense avisar, començaren a disparar pilotes de goma i pots de fum contra la gent aplegada. Davant la càrrega per part de la policia, es posà en marxa el dispositiu de seguretat amb què comptava la manifestació. Un dels piquets de la manifestació entrà pel carrer Ensenyament i la plaça Sant Miquel amb la intenció de respondre a la violència policial i, fins on fos possible, frenar l'actuació de les forces d'ordre públic contra els manifestants. La gent, al carrer Ferran, va córrer cap avall buscant refugi. Malgrat que hi hagué caigudes i ferits, i que la gran majoria dels manifestants ja havia arribat a les Rambles, la policia continuà disparant.
Poc després de produir-se la dispersió, el piquet de cinc persones que en aquell moment es trobava a la plaça Sant Miquel es va veure sorprès per policies de paisà. Alguns testimonis afirmen que eren un home armat i dos inspectors que es trobaven a la zona en un vehicle K-2. Un dels inspectors que va intentar detenir amb una pistola a la mà algú del piquet, va rebre l'impacte d'un còctel molotov que li provocà cremades a les cames. Els membres del piquet aprofitaren aquell moment per sortir pel carrer Ensenyament cap al carrer Ferran, mentre s'escoltaven a la plaça els trets d'arma de foc. Una dona va rebre dos impactes de bala, un al peu i l'altre en un braç. Pocs segons després al carrer Ferran, un dels manifestants, Gustau Muñoz, que corria davant del Sindicat de Banquers fou abatut per una bala del calibre 38 que va ser disparada de front. Persones que en aquell moment corrien amb ell l'arrossegaren fins a l'interior d'un portal on un metge intentà reanimar-lo sense èxit. Un testimoni dels fets es dirigí cap a la plaça Sant Jaume amb la intenció d'avisar els antiavalots que hi havia un ferit greu i que deixessin de disparar contra la gent per poder traslladar la víctima. La policia va respondre dient que "si s'hagués quedat a casa no li hauria passat res", mentre que, sense cap mena d'explicació, procedien a la seva detenció. Poc després, i encara sota els trets que disparava la policia contra qualsevol que es deixés veure pel carrer Ferran, apareixia una ambulància avisada per les persones que allí es trobaven. Amb gestos i crits, la gent intentà en va que la policia deixés de disparar perquè els metges poguessin entrar al portal; fins i tot s'arribà a mostrar alguns mocadors blancs.
A la fi, el cadàver de Gustau Muñoz fou introduït a l'ambulància i traslladat al dispensari de Pere Camps on, durant més de dues hores, el personal sanitari va estar sotmès sota pressió policial per tal que no donessin cap mena d'informació. Fins i tot, es va arribar a silenciar els familiars el fet que allí hi hagués algun jove mort a conseqüència dels incidents ocorreguts a la manifestació. Posteriorment fou traslladat a l'Hospital Clínic. A mesura que anava corrent la veu de l'assassinat del jove, els avalots i la tensió al carrer anava augmentant tal com es va poder veure a la plaça Sant Jaume, on policies encara atrinxerats van ser objecte de l'impacte de pedres, ampolles i tota mena de material a l'abast dels manifestants. Passades les 10 de la nit, els enfrontaments seguien sent constants i s'estenien per la zona. Fins i tot, s'arribà a atacar la comissaria de Via Laietana, on després d'una breu persecució, la policia va disparar una ràfega de trets contra un grup de joves i en resultà ferida greument la jove Laura Massip. Hi ha testimonis d'un altre incident, minuts abans, amb un individu que de paisà i armat amb una pistola sortí de la porteria d'un hotel situat al carrer Jaume I, individu que després de proferir insults contra els manifestants, disparà contra aquests sense que, sortosament, aconseguís tocar ningú. Entre les 12 i la 1 de la nit, la policia espanyola aconseguia restablir el control a la part baixa del barri antic de Barcelona.
L'endemà, la premsa donava en titulars l'ús de més de 100 ampolles incendiàries i qualificava la nit com a batalla campal i de gravíssims incidents. El balanç final de la manifestació fou d'un mort, diversos ferits de bala, i un bon nombre de contusionats.